# MyFootballClub
MyFootballClub — проект, целью которого является объединение любителей и любительской лиги футбола для покупки или создания с нуля профессионального футбольного клуба.

## История английского проекта
Целью проекта является покупка и последующее управление клубом для участия в чемпионате Англии. Финансирование проекта осуществляется за счёт ежегодных членских взносов участников проекта. Сумма взноса — 35 фунтов в год. На первоначальной стадии, пока не было собрано 53 000 участников проекта, деньги с подписавшихся не взимались. Как только было набрано более 53 000 участников начался сбор средств. Собрано было около 1 миллиона фунтов, что, конечно, не является 100% от запланированного.
Был создан полноценный Траст суппортеров, в котором одному участнику принадлежит одна акция, и соответственно — один голос, который он может использовать при коллективном принятии решений, касающихся деятельности клуба.
Несмотря на то, что на сайте вёлся онлайн подсчёт общего количества акционеров с июля, как только была набрана критическая масса (более 53 000 человек) обнародование данных прекратилось. Но приём новых членов продолжался. Сокрытие фактических данных о количестве акционеров имело под собой цель — скрыть фактические финансовые возможности проекта и тем самым лишить потенциальных продавцов лишних инструментов для спекуляций..
Кроме того, финансовая мощь проекта была усилена партнёрством с EA Sports, которая заявила, что «разделяет» стремление фанатов руководить самим собственным клубом.

### Управление клубом
Руководители проекта начали поиски объекта для поглощений. Было обозначены следующие критерии выбора клуба:
1. низкий уровень долгов
2. транспортная доступность для фанатов

В краткий список вошли девять клубов. «Эббсфлит Юнайтед» была восьмой командой по счету.
Команда играет на муниципальном стадионе «Стоунбридж Роуд», который был построен в 1946 году. Вместимость стадиона — 5 248 зрителей, при этом около 4 000 мест — стоячие.
Договор аренды стадиона заключён сроком на 17 лет, сумма арендных платежей называется как «символическая».
Собираемый пул средств будет разделён. Из 35 фунтов индивидуального взноса — 27,5 фунта идут в бюджет развития клуба, 7,5 фунта — на поддержание и разработку сайта MyFootballClub и прочие управленческие расходы. Клуб сохранит все прежнее руководство. В состав директоров клуба будет введен директор, представляющий интересы проекта (траста) MyFootballClub.
Единственные существенные изменения коснутся сокращений функций менеджера команды — с момента покупки, менеджер команды становится главным тренером с соответствующим сокращением обязанностей и полномочий (до «тренерских»).
Как уже говорилось, значительная часть менеджерских решений будет приниматься собственниками клуба за счет голосования на сайте компании.
Выбор состава на конкретную игру будет живым процессом. Главный тренер будет извещать акционеров о состоянии игроков, будет давать свои оценки и рекомендации по выбору тактики, а акционеры будут выбирать предпочтительный стартовый состав (каждый голосует за 11 игроков) тактику и формацию, что впоследствии будет донесено до главного тренера.
Руководство клуба будет нести ответственность за контроль соответствия текущей деятельности клуба пожеланиям акционеров.
Участники проекта напрямую будут влиять на финансовую политику клуба. В частности, акционеры будут определять размер расходных статей бюджета, к примеру — «трансферный бюджет», «стадион», «молодёжная команда», «социальный бюджет» и пр. Какие будут бюджеты, и как они будут наполняться, будут решать акционеры.
Возможная прибыль, получаемая клубом, будет реинвестирована в клуб. Какое-либо обогащение акционеров не предусматривается.
Была сформирована новая модель виртуальной корпорации. Данная модель, кроме формы коммуникации, ничем не отличается от обычного акционерного общества. Все вопросы будут решаться через интернет путём голосования. Это значительно увеличит оперативность управления клубом со стороны участников.